# ダニエル・ラッセル

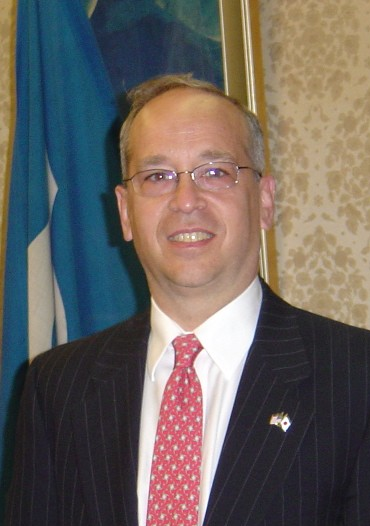
ダニエル・ラッセル

ダニエル・ラッセル（Daniel R. Russel, 1953年12月12日 - ）は、アメリカ合衆国の外交官。国家安全保障会議アジア上級部長や東アジア・太平洋担当国国務次官補（2013年 - 2017年）を歴任した。

## 生涯
イリノイ州シカゴ生まれ。サラ・ローレンス大学、ロンドン大学ユニヴァーシティ・カレッジを卒業。1975年からニューヨークで企業経営に携わった後、1985年国務省に入省。1985年から1987年まで東京の駐日アメリカ合衆国大使館にてマイケル・マンスフィールド駐日アメリカ合衆国大使の補佐官。1987年から1989年まで駐大阪・神戸アメリカ総領事館副領事（名古屋支部担当兼任）。1989年から1992年まで国連本部アメリカ代表部に勤務し、トマス・ピカリング国連大使の政治顧問。1992年から1995年まで駐韓大使館一等書記官（韓国・北朝鮮担当政治主任）。駐韓外交官時代は米朝枠組み合意交渉に関与した。
1995年から1996年まで国務次官（政治担当）特別補佐官。1997年から1999年まで国務次官（政治担当）首席秘書官。
1999年から2002年まで駐キプロス首席公使。2002年から2005年まで駐オランダ首席公使。2005年8月から2008年8月まで駐大阪・神戸アメリカ総領事。2008年8月から2009年1月まで国務省日本部長。2009年から国家安全保障会議日本・韓国部長。国家安全保障会議では六者会合を担当。2011年にジェフリー・ベーダーの後任としてNSCアジア上級部長に就任。
2013年7月、カート・キャンベルの後任として東アジア・太平洋担当の国務次官補に就任。
2017年3月、国務次官補を退任し、アジア協会政策研究所に出向、上級研究員に就任。
日本勤務や対日担当も数多く、日本語も話せる知日派外交官とされる。日本人の啓子夫人との間に3子あり。